# Stazione di Palermo (Buenos Aires)
La stazione di Palermo (Estación Palermo in spagnolo) è una stazione ferroviaria della linea San Martín situata nell'omonimo barrio della capitale argentina Buenos Aires.

## Storia
La stazione fu aperta dalla compagnia anglo-argentina Buenos Aires and Pacific Railway nel 1888 come capolinea della ferrovia per Mercedes. Per collegare direttamente questa linea con la rete ferroviaria della città nel 1894 il Congresso autorizzò la compagnia a costruire un proprio tronco che univa la stazione con l'area di Retiro. Il breve segmento di ferrovia, costruito in parte su un viadotto, fu terminato nel 1912. In quello stesso anno il raccordo e la stazione, anch'essa ricostruita sul tratto sopraelevato, fu aperto al traffico.